# Đội tuyển bóng đá bãi biển quốc gia Úc
Đội tuyển bóng đá bãi biển quốc gia Úc đại diện  Úc ở các giải đấu bóng đá bãi biển quốc tế, được quản lý bởi Liên đoàn bóng đá Úc (FFA), hiện tại là thành viên của Liên đoàn bóng đá châu Á (AFC) và Liên đoàn bóng đá Đông Nam Á (AFF) kể từ rời khỏi Liên đoàn bóng đá châu Đại Dương (OFC) năm 2006. Biệt danh chính thức của đội tuyển là Beach Socceroos.
Đội tuyển đại diện  Úc tại Giải vô địch bóng đá bãi biển thế giới một lần, vào năm 2005.

## Thành tích thi đấu

### Giải vô địch bóng đá bãi biển thế giới
| Thành tích Giải vô địch bóng đá bãi biển thế giới | Thành tích Giải vô địch bóng đá bãi biển thế giới | Thành tích Giải vô địch bóng đá bãi biển thế giới | Thành tích Giải vô địch bóng đá bãi biển thế giới | Thành tích Giải vô địch bóng đá bãi biển thế giới | Thành tích Giải vô địch bóng đá bãi biển thế giới | Thành tích Giải vô địch bóng đá bãi biển thế giới | Thành tích Giải vô địch bóng đá bãi biển thế giới | Thành tích Giải vô địch bóng đá bãi biển thế giới |
| Năm                                               | Kết quả                                           | Vị thứ                                            | St                                                | T                                                 | H                                                 | B                                                 | BT                                                | BB                                                |
| ------------------------------------------------- | ------------------------------------------------- | ------------------------------------------------- | ------------------------------------------------- | ------------------------------------------------- | ------------------------------------------------- | ------------------------------------------------- | ------------------------------------------------- | ------------------------------------------------- |
| Brasil 2005                                       | Vòng bảng                                         | thứ 9                                             | 2                                                 | 0                                                 | 0                                                 | 2                                                 | 2                                                 | 8                                                 |
| Brasil 2006                                       | Không vượt qua vòng loại                          | Không vượt qua vòng loại                          | Không vượt qua vòng loại                          | Không vượt qua vòng loại                          | Không vượt qua vòng loại                          | Không vượt qua vòng loại                          | Không vượt qua vòng loại                          | Không vượt qua vòng loại                          |
| Brasil 2007                                       | Không vượt qua vòng loại                          | Không vượt qua vòng loại                          | Không vượt qua vòng loại                          | Không vượt qua vòng loại                          | Không vượt qua vòng loại                          | Không vượt qua vòng loại                          | Không vượt qua vòng loại                          | Không vượt qua vòng loại                          |
| Pháp 2008                                         | Không vượt qua vòng loại                          | Không vượt qua vòng loại                          | Không vượt qua vòng loại                          | Không vượt qua vòng loại                          | Không vượt qua vòng loại                          | Không vượt qua vòng loại                          | Không vượt qua vòng loại                          | Không vượt qua vòng loại                          |
| Các Tiểu Vương quốc Ả Rập Thống nhất 2009         | Không vượt qua vòng loại                          | Không vượt qua vòng loại                          | Không vượt qua vòng loại                          | Không vượt qua vòng loại                          | Không vượt qua vòng loại                          | Không vượt qua vòng loại                          | Không vượt qua vòng loại                          | Không vượt qua vòng loại                          |
| Ý 2011                                            | Không vượt qua vòng loại                          | Không vượt qua vòng loại                          | Không vượt qua vòng loại                          | Không vượt qua vòng loại                          | Không vượt qua vòng loại                          | Không vượt qua vòng loại                          | Không vượt qua vòng loại                          | Không vượt qua vòng loại                          |
| Tahiti 2013                                       | Không vượt qua vòng loại                          | Không vượt qua vòng loại                          | Không vượt qua vòng loại                          | Không vượt qua vòng loại                          | Không vượt qua vòng loại                          | Không vượt qua vòng loại                          | Không vượt qua vòng loại                          | Không vượt qua vòng loại                          |
| Bồ Đào Nha 2015                                   | Không vượt qua vòng loại                          | Không vượt qua vòng loại                          | Không vượt qua vòng loại                          | Không vượt qua vòng loại                          | Không vượt qua vòng loại                          | Không vượt qua vòng loại                          | Không vượt qua vòng loại                          | Không vượt qua vòng loại                          |
| Bahamas 2017                                      | Không vượt qua vòng loại                          | Không vượt qua vòng loại                          | Không vượt qua vòng loại                          | Không vượt qua vòng loại                          | Không vượt qua vòng loại                          | Không vượt qua vòng loại                          | Không vượt qua vòng loại                          | Không vượt qua vòng loại                          |
| Tổng cộng                                         | 1/8                                               | 0 danh hiệu                                       | 2                                                 | 0                                                 | 0                                                 | 2                                                 | 2                                                 | 8                                                 |

### Giải vô địch bóng đá bãi biển châu Á
| Thành tích Giải vô địch bóng đá bãi biển châu Á | Thành tích Giải vô địch bóng đá bãi biển châu Á | Thành tích Giải vô địch bóng đá bãi biển châu Á | Thành tích Giải vô địch bóng đá bãi biển châu Á | Thành tích Giải vô địch bóng đá bãi biển châu Á | Thành tích Giải vô địch bóng đá bãi biển châu Á | Thành tích Giải vô địch bóng đá bãi biển châu Á | Thành tích Giải vô địch bóng đá bãi biển châu Á | Thành tích Giải vô địch bóng đá bãi biển châu Á |
| Năm                                             | Kết quả                                         | Vị thứ                                          | St                                              | T                                               | H                                               | B                                               | BT                                              | BB                                              |
| ----------------------------------------------- | ----------------------------------------------- | ----------------------------------------------- | ----------------------------------------------- | ----------------------------------------------- | ----------------------------------------------- | ----------------------------------------------- | ----------------------------------------------- | ----------------------------------------------- |
| 2006                                            | Không tham dự                                   | Không tham dự                                   | Không tham dự                                   | Không tham dự                                   | Không tham dự                                   | Không tham dự                                   | Không tham dự                                   | Không tham dự                                   |
| 2007                                            | Không tham dự                                   | Không tham dự                                   | Không tham dự                                   | Không tham dự                                   | Không tham dự                                   | Không tham dự                                   | Không tham dự                                   | Không tham dự                                   |
| 2008                                            | Không tham dự                                   | Không tham dự                                   | Không tham dự                                   | Không tham dự                                   | Không tham dự                                   | Không tham dự                                   | Không tham dự                                   | Không tham dự                                   |
| 2009                                            | Vòng bảng                                       | 5th                                             | 3                                               | 1                                               | 0                                               | 2                                               | 7                                               | 8                                               |
| 2011                                            | Không tham dự                                   | Không tham dự                                   | Không tham dự                                   | Không tham dự                                   | Không tham dự                                   | Không tham dự                                   | Không tham dự                                   | Không tham dự                                   |
| 2013                                            | Hạng ba play-off                                | thứ 4                                           | 5                                               | 2                                               | 1                                               | 2                                               | 18                                              | 16                                              |
| 2015                                            | Không tham dự                                   | Không tham dự                                   | Không tham dự                                   | Không tham dự                                   | Không tham dự                                   | Không tham dự                                   | Không tham dự                                   | Không tham dự                                   |
| 2017                                            | Không tham dự                                   | Không tham dự                                   | Không tham dự                                   | Không tham dự                                   | Không tham dự                                   | Không tham dự                                   | Không tham dự                                   | Không tham dự                                   |
| Tổng cộng                                       | 2/6                                             | 0 danh hiệu                                     | 8                                               | 3                                               | 1                                               | 4                                               | 25                                              | 24                                              |

## Danh hiệu
- Giải vô địch bóng đá bãi biển thế giới

Vô địch (0):
Số lần tham gia (1): 2005
- Giải vô địch bóng đá bãi biển châu Á

Vô địch (0):
Hạng tư (1): 2013
Số lần tham gia (3): 2009, 2013, 2017